# Hugh Latimer
Hugh Latimer, född omkring 1485 i Thurcaston, Leicestershire, död 16 oktober 1555 i Oxford, var en engelsk teolog och en av Oxfordmartyrerna.

## Biografi
Latimer studerade i Cambridge och var i början en häftig motståndare till reformationen, men ändrade sedan åsikt och blev en av dennas verksammaste befordrare i England. Av kardinal Wolsey fick han särskilt tillstånd att predika i hela England. År 1530 blev han utnämnd till kunglig hovpredikant och 1531 erhöll han pastoratet West Kington i Wiltshire. År 1532 blev han kallad inför prästmötet (convocation), exkommunicerad och fängslad, men genom konungens bemedling frigiven. 
Efter Thomas Cranmers utnämning till ärkebiskop (1533) ändrades Latimers ställning, och sedan Henrik VIII 1534 avkastat den påvliga överhögheten, blev Latimer jämte Cranmer och Cromwell konungens förnämsta medhjälpare i upptänkandet av de lagstiftningsåtgärder, som gjorde skilsmässan från Rom fullständig och oåterkallelig. Det var till stor del Latimers predikningar, som rotfäste reformationens grundsanningar och av hans föredrag erhöll rörelsen sin förnämsta riktning. 
År 1535 blev Latimer utnämnd till biskop av Worcester, men avsade sig 1539 detta ämbete, eftersom han ogillade de då utfärdade sex "blodsartiklarna". Han blev slutligen insatt i Towern. Vid Edvard VI:s tronbestigning (1547) återfick Latimer friheten, men trots att underhuset särskilt bad honom återtog han inte sitt biskopsämbete. Istället verkade han med än större framgång än förr genom predikningar. 
Han var helt reformatorisk till sin åskådning; sedan 1548 hade han förts till den kalvinska nattvardsläran, men han förkastade predestinationen. Sanningskärlek, rättrådighet, oförskräckthet och ödmjukhet skall ha kännetecknat honom; han lär ha varit en av Englands mest folkkära predikanter, med om Luther påminnande drastiskt sätt att uttrycka sig. 
Kort efter Marias tronbestigning (1553) kallades han under den marianska förföljelsen att inställa sig inför rådet i Westminster. Trots att han kunde ha räddat sig genom att fly, följde han kallelsen, och blev tillsammans med biskop Nicholas Ridley bränd till döds den 16 oktober 1555 i Oxford.